# Tenes
Tenes (Ts, łac. tennessine) – syntetyczny pierwiastek chemiczny, transuranowiec o liczbie atomowej 117. Po raz pierwszy zsyntetyzowano go w drugiej połowie 2009 roku w laboratorium w Dubnej w Rosji.

Obserwowane szeregi promieniotwórcze jąder ^{293}Ts i ^{294}Ts. Czarne liczby to dane eksperymentalne, błękitne to przewidywania

## Badania
W lipcu 2009 w Zjednoczonym Instytucie Badań Jądrowych w Rosji rozpoczęto eksperyment mający na celu uzyskanie pierwiastka 117 przez reakcję syntezy:
4820Ca + 24997Bk → 297117Ts* → 294117Ts + 310n
4820Ca + 24997Bk → 297117Ts* → 293117Ts + 410n
Berkel użyty w tym eksperymencie został wytworzony w amerykańskim Oak Ridge National Laboratory. Informacja o powodzeniu syntezy ukazała się w kwietniu 2010 w czasopiśmie Physical Review Letters. Powstało sześć jąder dwóch izotopów pierwiastka 117, które uległy dalszym przemianom. Izotop 294Ts rozpadał się przez długi szereg przemian α, prowadzący do jądra 270Db, które uległo spontanicznemu rozszczepieniu. Szereg rozpadów nuklidu 293Ts był dwukrotnie krótszy. Przy okazji wytworzonych zostało 11 nieznanych dotąd izotopów kilku innych pierwiastków superciężkich, bogatych w neutrony.
W 2012 zespołowi z Dubnej udało się powtórzyć eksperyment, co jest warunkiem koniecznym dla uznania odkrycia przez IUPAC. Niezależne potwierdzenie wyników tego eksperymentu przyniosły badania międzynarodowego zespołu w Instytucie Badań Ciężkich Jonów w Darmstadt, który zsyntetyzował kilka kolejnych jąder tego pierwiastka.

## Nazwa
Przed zatwierdzeniem nazwy tego pierwiastka stosowano nazwę systematyczną wynikającą z liczby atomowej – ununseptium.
W 2016 fani Terry’ego Pratchetta zwrócili się do Międzynarodowej Unii Chemii Czystej i Stosowanej o nazwę dla tego pierwiastka brzmiącą octarine, z proponowanym symbolem Oc.
8 czerwca 2016 IUPAC zarekomendowała dla ununseptium nazwę tennessine (Ts). Została ona zaproponowana zgodnie z tradycją upamiętniania miejsca lub regionu geograficznego, gdzie dokonano odkrycia – w tym przypadku uhonorowano stan Tennessee, gdzie znajduje się Oak Ridge National Laboratory. 28 listopada 2016 IUPAC zatwierdziła tę nazwę. Według wstępnej opinii Komisji Terminologii Chemicznej Polskiego Towarzystwa Chemicznego nazwą tego pierwiastka w języku polskim jest tenes.